# NGC 970
NGC 970 è una galassia a spirale (probabilmente interagente) situata nella costellazione del Triangolo, a una distanza di circa 461 milioni di anni luce dalla nostra Via Lattea.

## Scoperta
La galassia è stata scoperta il 14 settembre 1850 dall'ingegnere irlandese Bindon Stoney.

## Descrizione
Il database NASA/IPAC la identifica come NGC 970 NED02, mentre NGC 970 NED01 è la galassia posta subito a sud-ovest di NGC 970. Le due galassie sembrano formare una coppia di galassie interagenti.